# Pescarolo 01
Der Pescarolo 01 ist ein Prototyp, der 2006 bei Pescarolo Sport für Sportwagenrennen entwickelt wurde.

## Entwicklungsgeschichte und Technik
Nach dem Ende seiner langen Fahrerkarriere gründete Henri Pescarolo gemeinsam mit dem Verleger François Granet 2000 das Rennteam Pescarolo Sport. Pescarolo, der als Fahrer viermal das 24-Stunden-Rennen von Le Mans gewann und mit 33 Teilnahmen der Rekordstarter dieses 24-Stunden-Rennens ist, wollte in Le Mans auch als Teamchef und Namensgeber von Rennwagen gewinnen. Bis 2006 bestritt das Team seine Einsätze mit Fahrzeugen von Courage Compétition, wobei deren Courage C60 zum Pescarolo C60 weiterentwickelt wurde. Der C60 war der erste Rennwagen, der den Namen Pescarolo trug. 
Der 01 war der erste Prototyp, den Pescarolo Sport aufbaute. Er beruhte weitgehend auf der Konstruktion des C60. Henri Pescarolo musste die Entwicklungskosten refinanzieren und benötigte zusätzliches Kapital für die eigenen Renneinsätze. Der 01 war ein sogenanntes Baukastenfahrzeug, das nach geringfügigen technischen Änderungen sowohl als LMP1- als auch als LMP2-Fahrzeug eingesetzt werden konnte und dadurch für andere Rennteams attraktiv war. Das führte zum Einbau unterschiedlicher Motoren nach Kundenwunsch, die vom 2-Liter-Vierzylinder-Reihenmotor von Mazda bis zum Judd-5-Liter-V10-Aggregat reichten.

## Renngeschichte
Der Pescarolo 01 war von Beginn seiner Renngeschichte an ein erfolgreiches Rennfahrzeug. In der Le Mans Series 2007 startete Pescarolo Sport mit zwei Fahrzeugen in der LMP1-Klasse. Ein Kundenfahrzeug meldete der britische Rennstall Rollcentre Racing. In der LMP2-Klasse ging Kruse Motorsport mit einem 01 an den Start. Sein Renndebüt gab der Wagen beim 1000-km-Rennen von Monza, wo Emmanuel Collard und Jean-Christophe Boullion im Wagen mit der Startnummer 16 hinter dem Peugeot 908 HDi FAP von Marc Gené und Nicolas Minassian den zweiten Gesamtrang erreichten. Den zweiten Peugeot, der als Dritter klassiert wurde, konnte das Duo hinter sich lassen. In der Meisterschaft belegte Pescarolo Sport hinter der Werksmannschaft von Peugeot den zweiten Endrang.
Den ersten Rennsieg eines Pescarolo 01 gab es beim 1000-km-Rennen von Algarve 2009, dem dritten Wertungslauf der Le Mans Series 2009. Jean-Christophe Boullion und Christophe Tinseau gewannen im Pescarolo-Sport-01 mit dem Vorsprung von 1:25,548 Minuten auf den Lola-Aston Martin LMP1 von Jan Charouz, Tomáš Enge und Stefan Mücke. Im selben Jahr siegten Tinseau und Shinji Nakano im Sora-Racing-01 beim 1000-km-Rennen von Okayama. 
Mit dem Ende von Pescarolo Sport und dem Beginn der Rennsaison 2010 endete die Einsatzzeit der Werkswagen. OAK Racing entwickelte die vorhandenen Chassis weiter und setzte sie in der Folge als OAK Pescarolo 01 ein.